# Polevik

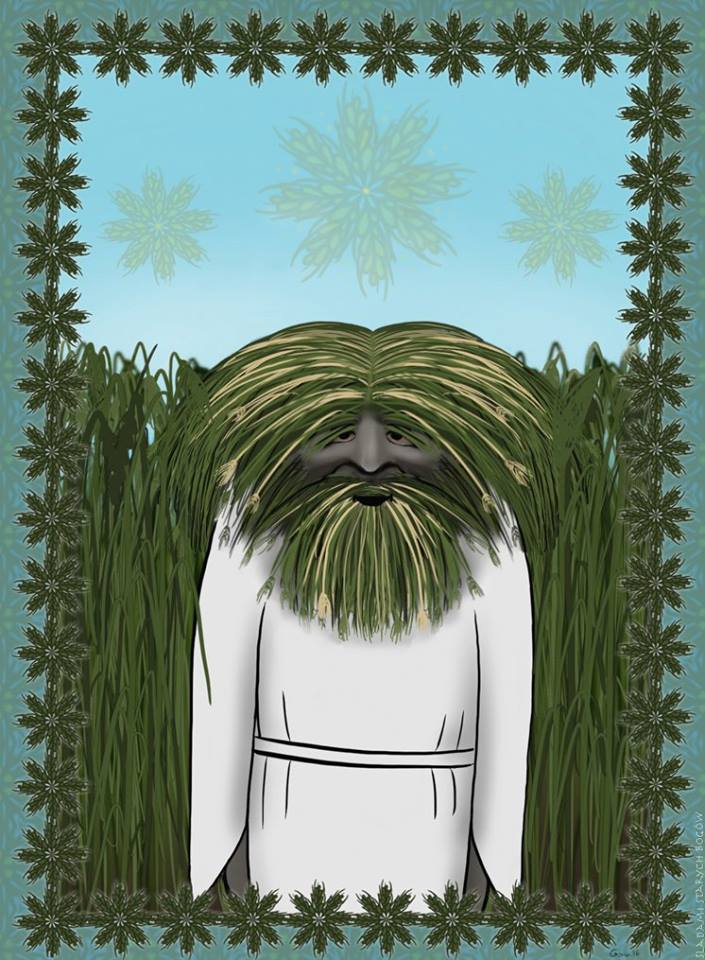
Polevik.

Polevik (av pole, "åker") var i slavisk mytologi åkrarnas gud. Om man förrättade de erforderliga offren var Polevik en god ande, annars kunde han orsaka svårigheter.